# Hào Giang
Hào Giang (tiếng Trung: (濠江区, Hán Việt: Hào Giang khu) là một quận của địa cấp thị Sán Đầu (汕头市), tỉnh Quảng Đông, Cộng hòa Nhân dân Trung Hoa.